# Julian Navarro Torres
Julian Navarro Torres (Barcelona, 25 de diciembre de 1940// 10-08-24) es un actor de cine, teatro y televisión español. 

## Biografía
Inicia sus estudios de Arte dramático en la escuela "Adriá Gual", siendo sus principales profesores Ricard Salvat, María Aurelia Capmany y Carme Serrallonga. Ultimados los estudios pasa a formar parte de la compañía profesional de la escuela y con la misma representan en el teatro Gerard Phillipe de Saint-Denis (París) 1966, el Adefesio de Rafael Alberti, el cual asistió a la representación y leyó un manifiesto en homenaje a todos los exiliados del momento.
Participó en el Festival Mundial de Teatro de Nancy (Francia), con la obra Ronda de mort a Sinera de Salvador Espriu en 1968 y en el Festival Internacional de Teatro de Venecia en 1.970.
En 1974 se instala definitivamente en Madrid.  En 1978 Adolfo Marsillach, lo contrata para formar parte del Centro Dramático Nacional de Madrid.

## Teatro
- 1965: El mercader de Venecia de Shakespeare, Dir. María Aurelia Capmany, Teatro de la Música Catalana de Barcelona.

- 1965: Ronda de mort a Sinera de Salvador Espriu. Dir Ricard Salvat.Teatro Romea de Barcelona.
- 1966: El Adefesio de Rafael Alberti, Dir. Ricard Salvat. Teatro Gerard Philipe de Saint-Denis (París).
- 1966: L'Auca del senyor Esteve de Santiago Rusinol, Dir, Ricard Salvat. Teatro Romea de Barcelona.
- 1966: La buena persona de Sezuan de Bertolt Brecht, Dir. Ricart Salvat. Teatro Romea de Barcelona.
- 1968: Ronda de mort a Sinera de Salvador Espriu, Dir. Ricart Salvat, Festival Mundial de Teatro de Nancy (Francia).
- 1969: La gata y el búho, obra de dos personajes con Elena Mª Tejeiro. Dir. Jaime Picas. Teatro Windsor de Barcelona.
- 1970: Ronda de mort a Sinera, en el Festival Internacional de Teatro de Venecia, Palazzo Grassi.
- 1971: Las mujeres sabias de Moliere, Melocotón en almíbar de Miguel Mihura y La malquerida de Jacinto Benabente, Dir. Federico Ruiz con la Compañía teatral Calderón de la Barca en gira por España.
- 1972: La casa de las chivas de Jaime Salóm,Dir. José Maria Loperena, Teatro Romea de Barcelona y gira por España.
- 1973: Descansa en paz querida, Dir. J. Azpilicueta.Teatro Reina Victoria de Madrid y Teatro Romea de Barcelona.
- 1973: La cocina de Arnold Wesker, Dir. Miguel Narros. Teatro Goya de Madrid.
- 1973: El cocodrilo Pascual, Dir. Oscar Vidal. Teatro Español.
- 1973: Numancia, Dir Miguel Narros. Teatro Griego de Barcelona.
- 1974: No te pases de la raya cariño, Dir Gil Carretero. Teatro Valle Inclán de Madrid.
- 1975: Extraños en mi cama, Dir. Adrián Ortega, Teatro Martin.
- 1978: Noche de guerra en el Museo del Prado, Dir Ricard Salvat Centro Dramático Nacional. Teatro María Guerrero Madrid.
- 1978: El proceso de Frank Kafka, Dir. Manuel Gutiérrez Aragón. Centro Dramático Nacional.Teatro María Guerrero Madrid.
- 1978: Y yo con quien me acuesto, Dire. Angel Fernandez Montesinos, Teatro Alcázar de Madrid y gira por España.
- 1980: Macbeth, Dir. Miguel Narros, Teatro Español de Madrid
- 1986: Los ladrones somos gente honrada de Jardiel Ponsela, Dir Angel Fernandez. Montesinos. Teatro Fernando Fernan Gómez de Madrid.
- 1990: La guerra de nuestros antepasados, de Miguel Delibes, obra de 2 personajes con José Sacristan, Sala Villarroel Barcelona.
- 1994: Que noche la de aquella Cena (La cena de los idiotas),Dir. Ricard Reguant, Pamplona y gira por España.
- 1995: Melocotón en almíbar de Miguel Mihura(Reposición), Dir. Mara Recatero, Teatro Príncipe Gran Vía Madrid y gira por España.
- 2002: Se infiel y no mires con quien, Dir Jaime Azpilicueta. Teatro Real Cinema de Madrid y gira por España.
- 2007: Han matado a Prokopius de Alfonso Sastre Dir. Francisco.Vidal, Teatro Principal de San Sebastián y gira por España.

## Cine
- 1970: Amor y medias.  Dir. Antoni Ribas.

- 1970: Los hombres las prefieren viudas. Dir. Leon Klimosky.

- 1970: El monumento. Dir. José María Forqué.
- 1970: Cabezas cortadas. Dir. Glauver Rocha.
- 1971: La decente. Dir. José Luis Sáenz de Heredia.
- 1971: Me debes un muerto. Dir. José Luis Saenz de Heredia.
- 1971: Las Ibéricas F.C. Dir. Pedro Maso.
- 1972: Las colocadas. Dir. Pedro Maso.
- 1973 Aborto criminal. Dir. Ignacio F. Iquino.
- 1974: Pena de muerte. Dir. Jorge Grau.
- 1974: Los nuevos españoles. Dir. Roberto Bodegas.
- 1974: El insolito embarazo de los Martïnez, Dir. Javier Aguirre Fernandez.
- 1974: Mi mujer es muy decente dentro de lo que cabe. Dir. Antonio Drove.
- 1974: Matrimonio al desnudo. Dir. Tito Fernández.
- 1975: Como matar a papa sin hacerle daño. Dir. Tito Fernández.
- 1975: El secreto inconfesable de un chico bien. Dir. Jorge Grau.
- 1975: Bienvenido mister Krif. Dir, Tulio Demicheli.
- 1975: El adultero Dir. Tito Fernandez.
- 1976: Cuando los maridos iban a la guerra. Dir. Tito Fernández.
- 1976: Señoritas de uniforme. Dir. Luis María Delgado.
- 1976: El señor está servido, Dir. Sinesio Isla.
- 1976: La espada negra. Dir. Francisco Rovira Beleta.
- 1977: Fraude matrimonial. Dir. Ignacio F. Iquino.
- 1977: La Coquito. Dir. Pedro Masó.
- 1977: El puente. Dir. Juan Antonio Bardem.
- 1977: Está que lo es... Dir. Tito Fernández.
- 1977: Tengamos la guerra en paz, Dir. Eugenio Martín.
- 1978: Cabo de varas, Dir. Raúl Artigot.
- 1978: ¡Vaya par de gemelos!. Dir. Pedro Lazaga.
- 1978: Pepito piscinas. Dir. Luis María Delgado.
- 1979: Siete días de enero. Dir. Juan Antonio Bardem.
- 1979: La insólita y gloriosa hazaña del cipote de Archidona. Dir.Tito Fernández .
- 1979: La familia bien, gracias. Dir. Pedro Masó.
- 1979: El día del presidente. Dir. Pedro Ruiz.
- 1979: Camas calientes. Dir. Luigi Zampa.
- 1980: ¡En que lio me han metido!. Dir. Enrique Guevara.
- 1980: El divorcio que viene. Dir. Pdro Masó.
- 1981: 127 millones libres de impuestos. Dir. Pedro Masó
- 1981: Patrimonio nacional, trilogía del marqués de Leguineche, Dir.Luis G.Berlanga.
- 1981: Gay Club. Dir. Tito Fernández
- 1982: La vendedora de ropa interior. Dir. German Lorente.
- 1982: Chispita y sus gorila. Dir. Luis María Delgado
- 1985: De hombre a hombre. Dir. Tito Fernández.
- 1986: El disputado voto del Sr. Cayo. Dir. Antonio Giménez Rico.
- 1988: Soldadito español. Dir. Antonio Giménez Rico.
- 1992: Aquí el que no corre... vuela. Dir. Tito Fernández.

## Televisión
- 1971: Hombre feliz, Dir. Jaume Picas.
- 1973: Los papeles de Aspen, Dir. Jaume Picas.
- 1973: Lavinia, Dir. Sergi Schaaff.
- 1973: El Ópalo, Dir. Jaume Picas.
- 1974: Lletres catalanes "L'aranya", de Ángel Guimera, Dir. Lluis Maria Güell
- 1976: Farsa Italiana de la enamorada del Rey, Dir. Jaume Picas.
- 1976: Lletres catalanes "En Garet a L'Enramada". Dir. Jaume Picas.
- 1977: Lletres catalanes "L`heroe" de Santiago Rusiñol, Dir. Sergi Schaaff
- 1978: Lletres catalanes "La Xorca", Dir. Antonio Chic
- 1979: Los Paladines. Funeral por un cobarde. Dir. Juan García Atienza.
- 1982: Los desastres de la guerra.  Dir Mario Camus.
- 1982: La máscara negra, Dir. Antonio Giménez Rico.
- 1983: El Mayorazgo de Labraz. Dir. Pio Caro Baroja.

- 1983: Anillos de oro, serie dirigida por Pedro Masó.
- 1985: La huella del crimen: "Jarabo", Dirección Juan Antonio Bardem.
- 1987: Lorca, muerte de un poeta, Dirección Juan Antonio Bardem.
- 1990: Soc com soc, TV3. Dir: Esteve Duran.
- 1990: La Mirandolina, TV3, Direc. Ricard Reguant.
- 1993: El joven Picasso . Dirección Juan Antonio Bardem.
- 1993: Los ladrones van a la oficina, director Tito Fernández.
- 1994: Compuesta y sin novio. Dir Pedro Masó.
- 1994: Farmacia de guardia, director Antonio Marcero.
- 1998: El secreto de la porcelana, director Roberto Bodegas.
- 2001: El secreto, Telenovela Hispano-Mexicana.